# Lyceum Edgara Allana Poea
Lyceum Edgara Allana Poea (francouzsky Lycée Edgar-Poe) je soukromá střední škola, jež sídlí v Paříži, na adrese 2 rue du Faubourg Poissonnière, v 10. obvodě, blízko kina Le Grand Rex a stanice metra Bonne Nouvelle. Je pojmenována po americkém spisovateli Edgaru Allanu Poeovi. Od stejnojmenné ulice v pařížském 19. obvodu je značně vzdálená.
Motto školy zní: „L’intéret pour l’élève développe l’intérêt de l’élève“ (Zájem o studenta rozvíjí studentův zájem). Ředitelkou školy je paní Evelyne Clinetová. V roce 2011 se škola umístila na prvním místě mezi středními školami z Paříže a regionu Île-de-France ve výsledcích maturit.

## Historie
Lyceum Edgara Allana Poea bylo založeno v roce 1965 jako Cours Edgar-Poe a bylo francouzským státem uznáno 26. února 1980.

## Absolventi
- Olivier Caudron (* 1955), zpěvák
- François Ravard (* 1957), filmový a hudební producent